# Martin Benrath

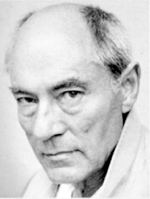
Martin Benrath.

Martin Benrath, född 9 november 1926 i Berlin, död 31 januari 2000 i Herrsching am Ammersee, var en tysk skådespelare. Benrath verkade som såväl teaterskådespelare som filmskådespelare. Han var under åren 1952-1962 fast medlem vid Düsseldorfer Schauspielhaus. Därefter verkade han vid Bayerisches Staatsschauspiel under större delen av 1960-talet. Han filmdebuterade 1953 och gjorde 1975 en huvudroll som äventyrare i filmen Berlinger. Han hade större biroller i filmer som Sabotören (1965), Den vita rosen (1982) och Stalingrad (1993).

## Filmografi, urval
- 1954 – Kärlekens lag och livets
- 1965 – Sabotören
- 1975 – Berlinger
- 1979 – Die Buddenbrooks (miniserie) (TV-serie)
- 1980 – Ur marionetternas liv
- 1982 – Den vita rosen
- 1992 – Schtonk!
- 1993 – Stalingrad